# Galliate Lombardo
Galliate Lombardo – miejscowość i gmina we Włoszech, w regionie Lombardia, w prowincji Varese.
Według danych na rok 2004 gminę zamieszkiwały 844 osoby, 281,3 os./km².